# Obični ljudi (televizijska serija)
Obični ljudi je hrvatska telenovela koju je napisala Jelena Veljača. Redatelji su Branko Ivanda, Nikola Ivanda i Roman Majetić. Telenovela se emitirala od 9. listopada 2006. do 1. lipnja 2007. na prvom programu HRT-a i sastoji se od 170 epizoda.

## Radnja
"Obični ljudi" urbana je priča koja prati život triju sestara i njihovih roditelja glumaca. Svaka od sestara ima potpuno različit životni put. Na različit način u njihovom životu i životima ljudi koji ih okružuju, prelamaju se i njihove frustracije iz djetinjstva: odlaskom njihove majke Karoline kad je Vanji bilo 11, Matiji 7, a Saši su tada bile 3 godine. Susrećemo ih u trenutku kad svaka ima svoj samostalan život.
Nakon Karolininog odlaska, najstarija sestra Vanja odigrala je "majčinsku figuru" u obitelji. Vodi restoran zajedno s najboljom prijateljicom Tamarom, dok ljubavnu vezu održava s mladim instruktorom joge, Robertom, koji iz propalog braka ima maloljetnog sina Vedrana.
Najemotivnija sestra Matija u braku je s Lukom Draganom, sinom Ante Dragana, jednog od najuspješnijih auto-zastupnika u Hrvatskoj. Luka, kao i njegov brat Pavle rade za oca u Autokući Dragan.
Najmlađa sestra Saša diplomirala je na Medicinskom fakultetu te je počela raditi na zagrebačkoj Peščenici. U vezi je sa Slavenom, također budućim doktorom, kojeg je tokom cijelog fakulteta tetošila i pomagala mu da stekne doktorsku diplomu, a on joj je to sve vratio jednom prevarom za koju i sama Saša ubrzo sazna. Iste noći upušta se u seksualni odnos s nepoznatim muškarcem. Uskoro Saša saznaje da je trudna. No pitanje je: tko je otac?
Majka koja ih je napustila, Karolina, upravo dobiva veliku glumačku šansu: ulogu žene svog bivšeg supruga i oca triju sestara, Ivice u obnovljenoj seriji koja je njemu donijela slavu. Karolina se vraća u njihove živote, što sestre ne ostavlja ravnodušnima, a bogme ni samog Ivicu, u kojeg se pak zaljubi mnogo mlađa kolegica Ema Knez.

## Zanimljivosti o seriji
- Serija je izazvala mnoge polemike nakon što se primijetila sličnost između radnje serije i radnje knjige "Family Way", pisca Tonyja Parsonsa. Autorica serije, glumica Jelena Veljača priznala je kako joj je Parsonsov predložak bila jedna od inspiracija za seriju, no negirala je kako je serija kopija knjige.
- Serija je ispočetka trebala imati 160 epizoda, no na kraju je produžena za 10 epizoda, te je ukupan broj epizoda serije na kraju 170.
- Aljoši Vučkoviću ovo nije bila prva glavna uloga u jednoj telenoveli. Glumio je glavnog lika Vuka Despotovića u prvoj srpskoj telenoveli "Jelena".
- Ovo je prva uloga glumice Vanesse Radman u hrvatskoj seriji nakon njenog povratka iz Njemačke.
- Glumica Lela Margitić (Karolina) i glumac Boris Miholjević (Drago) su u stvarnom životu bivši muž i žena, a u seriji je u gostujućoj ulozi nastupila i njihova kćer, također glumica, Jelena Miholjević (Karolinina psihijatrica).
- Ulogu Marije, Ivine majke, u početku je tumačila druga glumica. U kasnijim epizodama, lik Marije se vratio u seriju, no tad ju je tumačila glumica Katja Zubčić.
- U medijima se pričalo kako se Roman Majetić, vlasnik AVA-e, nije slagao s jednom od glavnih glumica. Špekuliralo se kako je riječ o Ani Majhenić, čiji lik sredinom serije padne u komu, i budi se tek pred kraj serije.
- Ovo je prvi izlet glumice Leone Paraminski u sapuničarske vode, iako je u prošlosti glumica u intervjuima napominjala kako se u hrvatskim telenovelama neće pojavljivati.

## Uloge
| Glumac/ica            | Lik                         |
| --------------------- | --------------------------- |
| Vanessa Radman        | Vanja Kincl                 |
| Ana Majhenić          | Matija Kincl Dragan         |
| Helena Minić          | Saša Kincl                  |
| Petar Ćiritović       | Luka Dragan                 |
| Marijana Mikulić      | Iva Dragan                  |
| Ksenija Pajić         | Tamara Tomić Nikolić        |
| Aljoša Vučković       | Ivica Kincl                 |
| Janko Popović Volarić | Pavle Dragan                |
| Lela Margitić         | Karolina Kincl              |
| Zijad Gračić          | Ante Dragan                 |
| Zrinka Kušević        | Hana Hrvatin                |
| Tamara Garbajs        | Ema Knez                    |
| Vlasta Ramljak        | Vera Dragan                 |
| Stefan Kapičić        | Igor Nikolić                |
| Robert Kurbaša        | Robert Knežević             |
| Ozren Opačić          | Slaven Bartulović           |
| Ines Bojanić          | Bojana Nemet                |
| Martina Matušin       | Vlatka Vaček                |
| Zlatko Ožbolt         | Petar Kovač                 |
| Leona Paraminski      | Dolores Pavlović Cerenšek † |
| Stipe Kostanić        | Leon Levaj                  |
| Marko Majstorović     | Vlado Barišić               |
| Lorena Nosić          | Martina Treer               |
| Goran Ribarić         | Vedran Knežević             |
| Aleksandar Pandžić    | Stipe                       |
| Ranko Tihomirović     | Gustav Sova #2              |
| Mirela Brekalo        | Jasna Bartulović            |
| Relja Bašić           | Branko                      |
| Boris Miholjević      | Drago                       |
| Ranko Zidarić         | Damijan Letica              |
| Nela Čolić-Prizmić    | Lena                        |
| Josipa Pavičić        | Marta Stilinović            |
| Ivica Pucar           | Sebastijan Šimić            |
| Višnja Babić          | doktorica Novosel           |

## Vanjske poveznice
- Službena stranica serije  Arhivirana inačica izvorne stranice od 27. lipnja 2008. (Wayback Machine)
- Uvodna špica telenovele